# Sous-région de Keuruu
La Sous-région de Keuruu (finnois : Keuruun seutukunta) est une sous-région de la Finlande centrale. 
Au niveau 1 (LAU 1) des unités administratives locales définies par l'Union européenne la sous-région de Keuruu porte le numéro 133.

## Municipalités
La sous-région de Keuruu regroupe les municipalités suivantes : 
| Blason          | Municipalité          |
| --------------- | --------------------- |
| Keuruun vaakuna | Keuruu (ville)        |
| Multian vaakuna | Multia (municipalité) |

## Population
Depuis 1980, l'évolution démographique de la sous-région de Keuruu est la suivante:
| Année      | 1980   | 1985   | 1990   | 1995   | 2000   | 2005   | 2010   |
| ---------- | ------ | ------ | ------ | ------ | ------ | ------ | ------ |
| population | 15 633 | 15 538 | 15 070 | 14 634 | 14 023 | 13 200 | 12 556 |

## Politique
Les résultats de l'élection présidentielle finlandaise de 2018 sont:
- Sauli Niinistö   65.0%
- Pekka Haavisto   7.8%
- Laura Huhtasaari   7.8%
- Paavo Väyrynen   7.1%
- Matti Vanhanen   6.0%
- Tuula Haatainen   3.8%
- Merja Kyllönen   2.2%
- Nils Torvalds   0.3%